# Monterrey Open 2024
Monterrey Open 2024, oficiálně Abierto GNP Seguros 2024, byl tenisový turnaj hraný na ženském profesionálním okruhu WTA Tour v Clubu Sonoma. Šestnáctý ročník Monterrey Open probíhal mezi 19. a 24. srpnem 2024 v mexickém Monterrey na dvorcích s tvrdým povrchem. Do srpnového termínu byl turnaj přesunut z přelomu února a března, čímž se stal závěrečnou přípravou na newyorský grandslam US Open.
Turnaj dotovaný 922 573 dolary poprvé patřil do kategorie WTA 500, do níž byl povýšen z úrovně WTA 250. Nejvýše nasazenou singlistkou se stala desátá tenistka světa Danielle Collinsová ze Spojených států amerických. Jako poslední přímá účastnice do dvouhry nastoupila, v době ukončení přihlášek, polská 57. hráčka žebříčku Magdalena Fręchová. V důsledku invaze Ruska na Ukrajinu na konci února 2022 řídící organizace tenisu ATP, WTA a ITF s grandslamy rozhodly, že ruští a běloruští tenisté mohli dále na okruzích startovat, ale do odvolání nikoli pod vlajkami Ruska a Běloruska.
První singlový titul na okruhu WTA Tour vybojovala 19letá Češka Linda Nosková, která se poprvé posunula na 25. místo žebříčku. Deblovou soutěž ovládly Číňanka Kuo Chan-jü s Rumunkou Monicou Niculescuovou, znamenající první společnou trofej ze čtyřhry WTA.

## Rozdělení bodů a finančních odměn

### Rozdělení bodů
| Soutěž  | Soutěž      | vítězky | finalistky | semifinalistky | čtvrtfinalistky | 16 v kole | 32 v kole | Q  | Q2 | Q1 |
| ------- | ----------- | ------- | ---------- | -------------- | --------------- | --------- | --------- | -- | -- | -- |
| dvouhra | [ 2 ] [ 9 ] | 500     | 325        | 195            | 108             | 60        | 1         | 25 | 13 | 1  |
| čtyřhra | [ 10 ]      | 500     | 325        | 195            | 108             | 1         | —         | —  | —  | —  |

### Finanční odměny
| Soutěž                                | Soutěž      | vítězky   | finalistky | semifinalistky | čtvrtfinalistky | 16 v kole | 32 v kole | Q2      | Q1      |
| ------------------------------------- | ----------- | --------- | ---------- | -------------- | --------------- | --------- | --------- | ------- | ------- |
| dvouhra                               | [ 2 ] [ 9 ] | 142 000 $ | 87 655 $   | 51 204 $       | 26 955 $        | 13 710 $  | 9 830 $   | 8 060 $ | 4 835 $ |
| čtyřhra                               | [ 10 ]      | 47 390 $  | 28 720 $   | 16 430 $       | 8 510 $         | 5 140 $   | —         | —       | —       |
| částky ve čtyřhře jsou uvedeny na pár |             |           |            |                |                 |           |           |         |         |

## Ženská dvouhra

### Nasazení
| Stát                          | Hráčka                     | WTA | Nasazení |
| ----------------------------- | -------------------------- | --- | -------- |
| USA                           | Danielle Collinsová        | 10. | 1.       |
| USA                           | Emma Navarrová             | 13. | 2.       |
|                               | Jekatěrina Alexandrovová   | 26. | 3.       |
|                               | Anastasija Pavljučenkovová | 28. | 4.       |
| Ukrajina                      | Elina Svitolinová          | 29. | 5.       |
| Česko                         | Linda Nosková              | 31. | 6.       |
| Čína                          | Jüan Jüe                   | 39. | 7.       |
|                               | Veronika Kuděrmetovová     | 42. | 8.       |
| Polsko                        | Magdalena Fręchová         | 48. | 9.       |
| Žebříček WTA k 12. srpnu 2024 |                            |     |          |

### Jiné formy účasti
Následující hráčky obdržely divokou kartu do hlavní soutěže:
- Elisabetta Cocciarettová
- Victoria Rodríguezová

Následující hráčky si zajistily postup do hlavní soutěže v kvalifikaci:
- Anna Danilinová
- Aleksandra Krunićová
- Kateryna Voloďková
- Carol Zhaová

Následující hráčka postoupila z kvalifikace jako šťastná poražená:
- Lina Glušková

### Odhlášení
před zahájením turnaje
- Caroline Dolehideová → nahradila ji  Camila Osoriová
- Jasmine Paoliniová → nahradila ji  Nadia Podoroská
- Anastasija Pavljučenkovová → nahradila ji  Lina Glušková
- Julia Putincevová → nahradila ji  Ajla Tomljanovićová
- Viktorija Tomovová → nahradila ji  Chloé Paquetová
- Donna Vekićová → nahradila ji  Tatjana Mariová
- Ču Lin → nahradila ji  Elina Avanesjanová

## Ženská čtyřhra

### Nasazení
| Stát                                                                      | Hráčka            | Stát      | Hráčka             | WTA | Nasazení |
| ------------------------------------------------------------------------- | ----------------- | --------- | ------------------ | --- | -------- |
| Mexiko                                                                    | Giuliana Olmosová |           | Alexandra Panovová | 64. | 1.       |
| Norsko                                                                    | Ulrikke Eikeriová | Indonésie | Aldila Sutjiadiová | 66. | 2.       |
| Čína                                                                      | Ťiang Sin-jü      | Japonsko  | Makoto Ninomijová  | 86. | 3.       |
| Kazachstán                                                                | Anna Danilinová   |           | Irina Chromačovová | 88. | 4.       |
| Žebříček WTA k 12. srpnu 2024; číslo je součtem umístění obou členek páru |                   |           |                    |     |          |

### Jiné formy účasti
Následující pár divokou kartu:
- Julia Garcíová Ruizová /  Ana Karen Guadiana Camposová

## Přehled finále

### Ženská dvouhra
- Linda Nosková vs.  Lulu Sunová, 7–6(8–6), 6–4

### Ženská čtyřhra
- Kuo Chan-jü /  Monica Niculescuová vs.  Giuliana Olmosová /   Alexandra Panovová, 3–6, 6–3, [10–4]